# Antje Hill
Antje Christina Hill (* 1. Juli 1987 in Neuss) ist eine ehemalige deutsche Voltigiererin.

## Werdegang
Sie ist Mannschaftsweltmeisterin und -europameisterin, Vizeweltmeisterin und zweifache Deutsche Meisterin in der Einzelwertung.
Antje Hill voltigierte seit Ende 1999 in der ersten Mannschaft des RSV Neuss-Grimlinghausen (seit 2005 „Team Neuss“), mit der sie am 27. August 2006 Weltmeisterin bei den Weltreiterspielen in Aachen wurde. Sie war Mitglied des 2010 gegründeten „Team Rheinland“, einem Zusammenschluss des RSV Neuss-Grimlinghausen und der JRG Köln. Im Einzelvoltigieren war sie ab 2007
international erfolgreich.
Ende 2011 gab Antje Hill das Ende ihrer aktiven Voltigierkarriere bekannt. 2013 schloss sie ihr Psychologie-Studium erfolgreich ab. Antje Hill wohnt in Köln.

## Erfolge im Einzelvoltigieren
Weltmeisterschaften
- Silber: 2010

Europameisterschaften
- 6. Platz: 2009

Deutsche Meisterschaften
- Gold: 2007, 2009
- Silber: 2010
- 4. Platz: 2008
- 6. Platz: 2005

Weltcupfinale
- Silber: 2011 (Leipzig)

Internationale Erfolge (CVI)
- Silber: 2010 CVIO 2* Aachen, CVI 2* Wiesbaden, CVI 2* München (Weltcup), CVI 2*Paris (Weltcup)
- Bronze: 2010 CVI 2* Neeroeteren (BEL)
- vierter Platz: 2006 WM Sichtung CHIO Aachen

Nationale Erfolge
- Gold: 2006 Rheinische Meisterschaften
- Silber: 2010: Preis der Besten Kurtscheid, 2005: Rheinische Meisterschaften
- Bronze: 2006 Einzelvoltigier-Nachwuchspreis

## Mannschaftserfolge
Deutsche Meisterschaften
- Gold: 2006, 2007, 2008, 2009, 2010 (zusammen mit Köln)
- Silber: 2000, 2005
- Bronze: 2001, 2002

Weltmeisterschaften
- Gold Weltreiterspiele Aachen 2006

Europameisterschaften
- Gold Europameisterschaften Ebereichsdorf 2013
- Gold Europameisterschaften Le Mans 2011

Internationale Erfolge (CVI)
- Gold:
  - 2009: CVI** Stadl-Paura (AUT); CVI** Aachen; Nationenpreis beim CHIO Aachen (Team Germany I)
  - 2008: Nationenpreis beim CHIO Aachen im Team Germany I; CVI**Wiesbaden
  - 2007: CHIO Aachen
  - 2006: Saumur (FRA)
- Silber:
  - 2010: Nationenpreis CHIO Aachen im Team Germany I
  - 2008: CVI** Aachen
  - 2005: Saumur (FRA)